# Lekkoatletyka na Letnich Igrzyskach Paraolimpijskich 2012 – 200 metrów T38 kobiet
W biegu na 200 metrów kl. T38 kobiet podczas Letnich Igrzysk Paraolimpijskich 2012 rywalizowało ze sobą 11 zawodniczek. W konkursie udział wzięły zawodniczki z porażeniem mózgowym, będące w niewielkim stopniu upośledzone.

## Wyniki

### Eliminacje

#### Bieg 1
| Miejsce | Zawodniczka          | Państwo         | Czas  | Uwagi |
| ------- | -------------------- | --------------- | ----- | ----- |
| 1.      | Inna Stryżak         | Ukraina         | 28.91 | Q     |
| 2.      | Margarita Gonczarowa | Rosja           | 29.06 | Q     |
| 3.      | Xiong Dezhi          | Chiny           | 29.10 | Q     |
| 4.      | Torita Isaac         | Australia       | 29.36 | q     |
| 5.      | Olivia Breen         | Wielka Brytania | 29.75 | q     |
| 6.      | Jenifer Santos       | Brazylia        | 32.03 |       |

#### Bieg 2
| Miejsce | Zawodniczka                | Państwo   | Czas  | Uwagi |
| ------- | -------------------------- | --------- | ----- | ----- |
| 1.      | Chen Junfei                | Chiny     | 28.29 | Q     |
| 2.      | Tamira Slaby               | Niemcy    | 28.63 | Q, PB |
| 3.      | Sonia Mansour              | Tunezja   | 29.10 | Q, SB |
| 4.      | Katie Parrish              | Australia | 30.94 |       |
| 5.      | Norsyazwani Binti Abdullah | Malezja   | 31.83 |       |

### Finał
| Miejsce | Zawodniczka          | Państwo         | Czas  | Uwagi |
| ------- | -------------------- | --------------- | ----- | ----- |
|         | Chen Junfei          | Chiny           | 27.39 | WR    |
|         | Margarita Gonczarowa | Rosja           | 27.82 | PB    |
|         | Inna Stryżak         | Ukraina         | 28.18 | PB    |
| 4.      | Xiong Dezhi          | Chiny           | 28.62 | PB    |
| 5.      | Tamira Slaby         | Niemcy          | 29.14 |       |
| 6.      | Sonia Mansour        | Tunezja         | 29.32 |       |
| 7.      | Torita Isaac         | Australia       | 29.78 |       |
| 8.      | Olivia Breen         | Wielka Brytania | 30.22 |       |